# Chambre des députés (Birmanie)
La Chambre des députés (birman : ပြည်သူ့လွှတ်တော်) était la chambre basse du Parlement bicaméral de l'Union de Birmanie de 1948 à 1962. En vertu de la Constitution de 1947, les projets de loi initiés et adoptés par la chambre basse, la Chambre des députés, doivent être envoyés à la Chambre des nationalités pour examen et révision.
La Chambre des députés se voit attribuer constitutionnellement deux fois plus de sièges que la Chambre des nationalités.
Le parlement est dissous le 3 mars 1962 à la suite d'un coup d'État.

## Présidents de la Chambre des députés
| Nom              | Début de mandat | Fin de mandat   |
| ---------------- | --------------- | --------------- |
| U Mya            | 4 janvier 1948  | décembre 1953,  |
| Bo Hmu Aung (en) | 23 février 1954 | 16 juillet 1958 |
| U Tin (en)       | 31 octobre 1958 | 4 avril 1960    |
| Mahn Ba Saing    | 4 avril 1960    | 1961 - ?        |